# Ośrodek (Czarna Białostocka)
Ośrodek est un village de Pologne, situé dans la gmina de Czarna Białostocka, dans le Powiat de Białystok, dans la voïvodie de Podlachie.

## Source
- (en) Cet article est partiellement ou en totalité issu de l’article de Wikipédia en anglais intitulé « Ośrodek, Podlaskie Voivodeship » (voir la liste des auteurs).